# Ida Marko-Varga
Ida Marko-Varga, född Mattsson 10 mars 1985 i Staffanstorp, är en tidigare svensk landslagssimmare. Hon tävlade under sin karriär för SK Poseidon, SK Triton, SK Ran och Trelleborgs simsällskap. Hon har innehaft svenska juniorrekorden på 200 och 400 meter frisim. Hon jobbar numera för Helsingborgs Simsällskap.
Hon har vunnit guld i samtliga grenar i Ungdoms-SM (Sum-Sim) under ett och samma år. Hon har även vunnit 100 frisim på ungdoms-OS.
Marko-Varga har deltog i fyra raka olympiska spel 2004, 2008, 2012 och 2016. Hon är den yngsta genom tiderna (13 år) till att vinna ett svensk seniormästerskap i simning, 1998 i Sundsvall.